# 능성 문씨
능성 문씨(綾城文氏)는 전라남도 화순군 능주면을 본관으로 하는 한국의 성씨이다.
시조 문양(文亮)은 본래 남평 문씨 사람으로, 조선에서 오포만호(吾浦萬戶)를 지냈다고 한다.

## 참고 자료
- “능성문씨(綾城文氏)”. 뿌리를 찾아서.[깨진 링크(과거 내용 찾기)]